# Катойра
Катойра (гал. Catoira, ісп. Catoira) — муніципалітет в Іспанії, у складі автономної спільноти Галісія, у провінції Понтеведра. Населення — 3473 осіб (2009).
Муніципалітет розташований на відстані близько 490 км на північний захід від Мадрида, 26 км на північ від Понтеведри.

## Демографія
Динаміка населення (INE ):

## Галерея

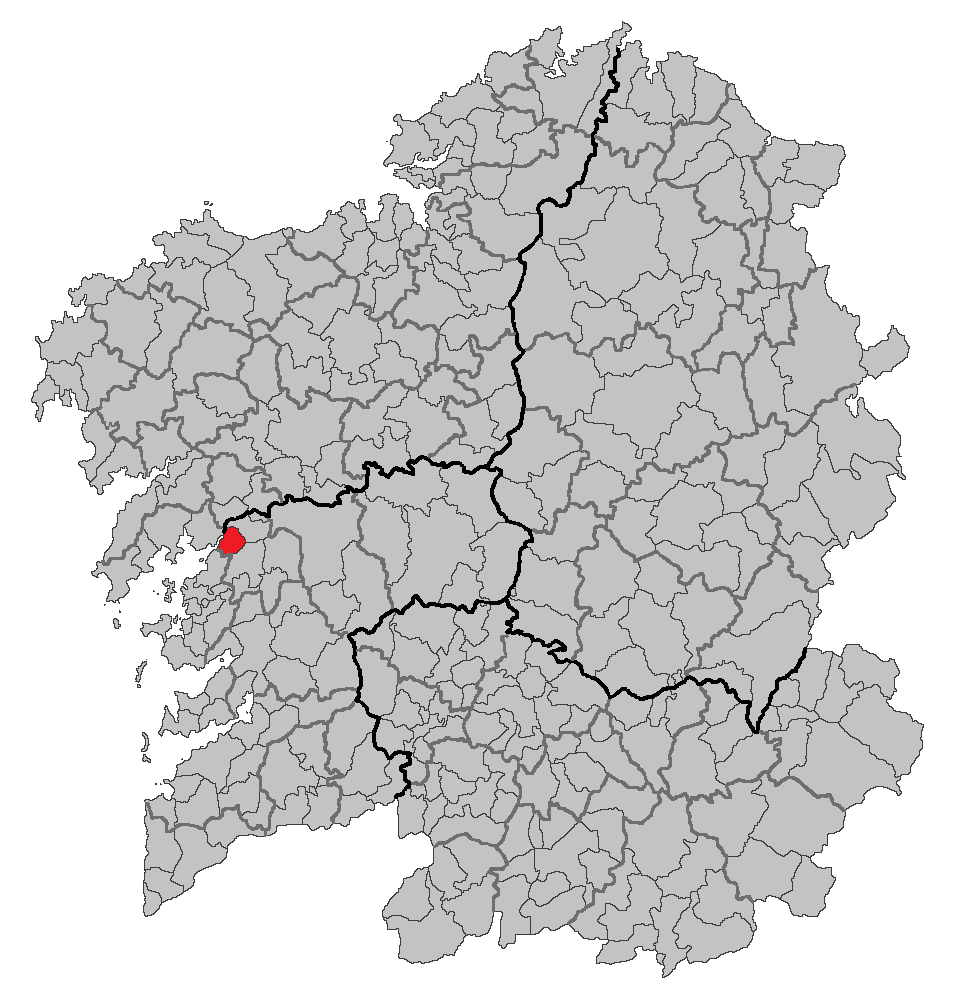
Розташування муніципалітету

## Уродженці
- Дієго Гелмірес — архієпископ Компостельський